# Găești
Găești este un oraș în județul Dâmbovița, Muntenia, România.
Orașul Găești este situat în partea de sud-vest a județului Dâmbovița, în Câmpia Găvanu-Burdea, între Valea Argeșului la sud-vest și Valea Sabarului la sud-vest, ocupând o suprafață de 22,3 km². În apropierea orașului se află comunele Gura Foii și Petrești. Regiunea în care se află amplasat orașul este o importantă zonă agricolă.

## Prezentare generală
Datorită avantajelor pe care le prezintă această regiune, zona Găeștiului a fost populată din cele mai vechi timpuri, dovadă fiind descoperirile arheologice ale prof. univ. dr. docent Dumitru Berciu ce aparțin culturii Gumelnița (neoliticul târziu). Prima mențiune documentară despre orașul Găești datează din 19 iulie 1498 de pe timpul lui Radu cel Mare, fiul lui Vlad Călugărul, care „întărește ocina Găeștilor mânăstirii Râncaciovului”.   
Despre evoluția economică și administrativă a orașului Găești nu există documente suficiente. Explicația este simplă: nefiind fapte de seamă, demne de a fi înregistrate prin zapisuri domnești sau în documentele oficiale ale administrației de stat, asemenea însemnări sau mențiuni nu s-au făcut.
O dezvoltare fără precedent cunoaște orașul după 1967, odată cu înființarea întreprinderilor de utilaj chimic (Utchim) și întreprinderii de frigidere (Arctic Găești). Această evoluție economică a determinat și o creștere numerică a populației. O dezvoltare deosebită în această perioadă cunoaște și agricultura, ramură importantă a orașului Găești. Dezvoltarea industrială a orașului a avut o influență pozitivă și asupra gospodăriei urbane. Astfel, în 1975 față de 1960 , lungimea străzilor crește cu 10 km, din care 36 km de străzi sunt electrificate și 30 km modernizate. Rețeaua de apă se întinde pe o lungime de 19,8 km. Lungimea rețelei de canalizare a atins de-abia 13,4 km (este pe cale de extindere). De asemenea, s-a dezvoltat și modernizat transportul în comun.
Perioada de după 1989 a introdus modificări importante în peisajul economic al orașului, fapt ce se reflectă și în mișcarea naturală a populației. Astfel, s-au redus valorile natalității, fertilității. Mortalitatea s-a menținut la valori relativ constante. Mișcarea migratorie nu înregistrează valori importante. Dacă înainte de 1989 predomina mișcarea sat-oraș (motivul fiind unul financiar), după 1989 se remarcă o migrare oraș-sat, însă fără consecințe spectaculoase. Structura populației pe grupe de vârstă indică un proces de îmbătrânire al populației după 1989, proces determinat în principal de scăderea natalității. În cadrul structurii socio-economice se remarcă o scădere considerabilă a sectorului primar, că urmare a industrializării intense din ultima parte a secolului al XX-lea. Structura etnică a populației indică faptul că românii dețin majoritatea absolută (peste 95%), iar structura religioasă relevă o majoritate covârșitoare de ortodocși.
Populația are o influență deosebită asupra orașului în care locuiește, și activează; totodată și orașul influențează structurile geodemografice ale populației. Prin urmare, există o influență reciprocă între oraș și populația care trăiește în cadrul lui. Fiind un oraș relativ mic, zonele funcționale nu sunt clar conturate, astfel încât se întrepătrund unele cu altele (zone mixte).
Orașul Găești are predominant funcție industrială și agricolă, însă acestora li se adaugă și funcția de transport, comercială, de învățământ, cultural-științifică, rezidențială, sanitară și nu în ultimul rând, turistică.

## Poziție geografică și limite
Orașul Găești, străveche așezare ce a împlinit la 19 iulie 1998, 500 de ani de atestare documentară, este situat din punct de vedere geografic in extremitatea de sud-vest a județului Dâmbovița, la contactul dintre Câmpia Româna (Găvanu - Burdea) cu Piemontul Cândești, între văile râurilor Argeș la Sud-vest și Potopu, la Nord-est. Se poate preciza că Potopu, pârâu ce coboară din Piemontul Cândești, întâlnindu-se mai jos de oraș cu Cobia, Brătila și Foița și se varsă în Sabar.
Are următoarele coordonate geografice: 44˚ și 50' latitudine nordică și 25˚ și 19' longitudine estică , iar altitudinea este de 190,62 m. Ocupă o suprafață de 22,4 km². Are incluse in teritoriul său administrativ comunele suburbane Gura Foii - 22,4 km² și Petrești - 69,7 km².
Din punct de vedere administrativ, in structura actuală, orașul se învecinează cu următoarele comune: la Nord-est cu comunele: Cobia, Dragodana, Mogoșani, la sud cu comuna Petrești, la Vest și Nord-vest cu comunele Crângurile și Gura Foii. Legătura cu reședința de județ - Municipiul Târgoviște - se realizează prin intermediul drumului național DN 72, cu Municipiul București și orașul Pitești prin drumul național DN 7 și prin autostrada București-Pitești(prin intermediul drumului național DN 61). Cu centrele urbane București și Pitești orașul poate comunica prin calea ferată.
Orașul Găești este situat la 27 km față de reședința județului-municipiul Târgoviște, la circa 38 km față de Municipiul Pitești și la circa 69 km față de capitala țării.

## Climă
Poziția geografică la intersecția paralelei 44˚ și 50' latitudine nordică și 25˚ și 19' longitudine estică, se situează spațiul de studiu în zona de climă temperat-continentală. Situarea în cadrul Câmpiei Române impune caracteristicile climatului de câmpie, caracterizat printr-o uniformitate a componentelor climatice pe suprafețe mari, uniformitate dată de morfologia de ansamblu a reliefului. Poziția ocupată în cadrul Câmpiei Române, impune climatului continental o nuanță de tranziție, valea Argeșului fiind considerată limita între climatul continental cu influențe sud-mediteraneene la vest și climatul continental cu influențe de ariditate la est. Acest lucru are reflectare directă în dinamica componentelor climatice cantitative și calitative.
Climatul continental de tranziție, caracterizat prin veri călduroase, secetoase și ierni cu temperaturi medii sub 0 °C, este influențat de culoarele de vale ale Argeșului și Sabarului orientate pe o direcție aproximativă nord-sud, de prezența canalelor de irigație și de secare a suprafețelor lacustre, existența așezărilor umane, fapt ce duce la modificarea parametrilor climatici și apariția unor microclimate și topoclimate specifice. Pentru prezentarea valorilor cantitative ale componentelor climatice s-au utilizat date climatice înregistrate la stația meteorologică Găești pe o perioadă cuprinsă între anii 1976-1996.

## Hidrografie
Artera hidrografică principală este reprezentată de râul Argeș cu o direcție de curgere orientată nord vest-sud est, la limita sudică a teritoriului administrativ al orașului Găești. În sectorul final, râul Argeș curge pe un singur fir, având lărgimea de 60–100 m. Din punct de vedere morfologic, valea Argeșului prezintă o albie bine individualizată față de zona de câmpie, cu maluri de 2–6 m. și o luncă cu o lățime de aproximativ 7 km. în zona de divagare din dreptul localității Găești. În cuprinsul ei Argeșul meandrează și exercită o puternică acțiune de eroziune laterală în depozitele de pietrișuri și nisipuri ușor fiabile. Panta hidraulică mică a determinat schimbarea permanentă a traseului de curgere, astfel încât albia prezintă numeroase ostroave și albii părăsite. Pe toată zona de câmpie a râului, începând de la suprafață și până la adâncimea de 20–25 m se găsește un complex aluvionar de vârstă cuaternară constituit din pietrișuri cu nisip (balast) în care sunt intercalate lentile groase de argilă. De regulă, până la adâncimi de 6–8 m și chiar 12 m, se găsește un orizont continuu de balast în care s-au dezvoltat exploatările balastiere (Pătroaia, Ionești și Mătăsaru). Sub aceste adâncimi încep să apară lentile de argilă distribuite neuniform cu grosimi de la 1–5 m, chiar 7–9 m. La adâncimea de 20 m forajele au identificat formațiuni de argile, argile prăfoase cu zone de nisipuri fine care este posibil să aparțină unor formațiuni de vârstă precuaternară . Ca aspect și caracteristici, sunt asemănătoare cu argilele lenticulare din complexul superior aluvionar. La suprafața terenului, în albia majoră și în zona de câmpie din apropierea barajului Zăvoiul Orbului stratul superficial de acoperire este constituit din prafuri nisipoase cu grosimi de 1 m. până la 2 m. Stratificația neuniformă a complexului din suprafață poate fi explicată ca fiind urmare a diferitelor faze de evoluție a albiei râului Argeș în care au pătruns și depunerile apelor ce au curs de pe versantul stâng. Variația de debite de la un anotimp la altul prezintă clar viiturile de primăvară (aprilie-iulie) și scurgerea minimă vara. În sezonul cald se produc viituri de scurtă durată, dar cu o mare putere de eroziune și transport. În regim natural debitele maxime ale râului Argeș au fost determinate prin studii hidrologice elaborate de INMH. Se remarcă diminuarea debitelor, fenomen explicat prin lipsa afluenților importanți, iar viiturile se atenuează prin inundarea luncii râului și a interfluviului Argeș-Sabar.
Râul Potopu prezintă caracteristicile specifice piemontului Cândești pe care îl străbate de la nord la sud printr-o vale mult adâncită. Vara, datorită secetei, râul se seacă. Are o lungime de 55 Km, panta medie de 8 la mie, și un coeficient de sinuozitate egal cu 1,41. Are un debit mediu multianual de 0,84 m3/s, dar această cantitate de apă este foarte neuniform repartizată în timpul anului. Cele mai mari debite se înregistrează primăvara, iar cele mai scăzute vara. În sezonul cald se produc viituri de scurtă durată, dar cu o mare putere de eroziune și transport. Lățimea albiei variază între 8 și 20 m. Pentru a se evita inundarea orașului s-au înălțat și consolidat malurile, s-au îndiguit și se construiește un canal pentru deversarea apelor lui în Argeș, în caz de pericol. Are pe partea dreaptă ca afluenți Răstoaca care se unește cu Clocoticiul, aproape de podul de beton din strada Gării și care străbate orașul prin centru, iar pe partea stângă colectează apele pâraielor Cobiuța, Foița, Brătila, pâraie care uneori când e secetă mare seacă.
Râul Cobia se varsă în Potopu în amonte de Găești are o lungime de 48 Km o pantă medie, de 9 la mie și un coeficient de sinuozitate de 1,26. În lungul râurilor Potopu și Cobia se remarcă lunci bine dezvoltate care ating lățimi de până la 1 km formate din nisipuri, viituri și chiar argile depozitate fiind folosite în cea mai mare parte ca teren arabil.

## Istoric
Prima mențiune documentară despre orașul Găești datează din 19 iulie 1498, de pe timpul lui Radu cel Mare, fiul lui Vlad Călugărul, care "întărește ocina Găeștiului mânăstirii Râncaciovului". După 67 de ani (mai precis la 4 ianuarie 1565), se dă din București un alt document de către Petru Voevod "domn a toată țara Ungro-Vlahiei, fiul lui Mircea Voevod, prin care parte de nord a orașului-care pana nu demult se chema Rădulești, si se întindea de la Răstoaca până la râul Făget - se da ocina lui Stoica cu frații săi Ciolan si Dumitru si lui Radu cu frații săi Oprea si Stepan, cu fii lor câți le va da Dumnezeu".
În primul dintre aceste documente sunt pomenite doar două sate (cartiere): Vaideeasca si Straoști. Ca și alte orașe din țara noastră, Găeștiul se dezvolta destul de lent și acest fapt este pe deplin explicabil.
Economia naturala care predomina in orânduirea feudala nu oferă condiții materiale si spirituale care sa favorizeze o dezvoltare rapida. Principala piedica in dezvoltarea orașului o constituie moșierii pe latifundiile cărora era așezat. Intre ei se da o lupta pe viata si pe moarte pentru acapararea de noi proprietăți, folosind orice mijloc, fie cumpărarea, fie înrudirea pentru zestre, fie dezmoștenirea si acapararea etc.
Lupta "care pe care" se da nu numai intre boierii găeșteni, ci și intre ei si monastirea Cobia, care își avea moșia de jur împrejurul orașului. Aceasta situație se crease încă de la 15 martie 1608, când Radu Șerban, Domnul Țării Românești, a întărit satele Cacoveni, Călugăreni, și Broșteni acestei mănăstiri. Se cunosc nenumărate conflicte între mănăstirea amintită și boierii din Găești care aveau și diferite ranguri, pricini de care se ocupa chiar divanul sau domnul tarii, ba de cele mai multe ori era amestecat și mitropolitul. Neînțelegerile invite dădeau multă bătaie de cap și Isprăvniciei de Vlașca, mereu prezentă in cercetarea și soluționarea lor. Asemenea conflicte sunt consemnate și după 1800, când continuă să ia amploare.
Într-un document de la 1810, Catagrafia cerută de Mitropolitul Ignatie, găsim menționate satele care alcătuiau comuna Găești și numărul lor de locuitori. Pe atunci Găeștiul începuse să devină localitate urbană. Avea în componență satul Catanele alcătuit din 74 de case și care avea 282 de locuitori, 113 bărbați si 149 femei. Apoi se vorbește de satul Găeștii de Sus care avea 128 de case si 699 locuitori din care 346 bărbați si 353 femei. Mai sunt consemnate satele Găeștiul de Mijloc cu 38 de case și 157 locuitori, 78 bărbați și 79 femei și Găești Târg cu 44 de case și 166 locuitori, 82 bărbați și 84 femei. În total 284 de case cu 1.284 locuitori. Din cauză că orașul s-a dezvoltat spontan și in funcție de principalele ocupații ale locuitorilor lui (care erau agricultura, meșteșugurile legate de ea si comerțul), Găeștiul a avut si pe alocuri se mai vede si azi, un aspect urbanistic necorespunzător. Era situat pe o întindere prea mare si doar centrul lui - situat pe șoseaua națională - și câteva străzi mai bine amenajate ii confereau un oarecare aspect urbanistic. De altfel și unii călători străini, care au vizitat țara noastră in secolul trecut caracterizează Gaeștiul ca "un popas cu căsuțe de lut, acoperite cu paie si având in ferești hârtie pusa in loc de geamuri. Fumul iese prin acoperiș și in jurul focului stau copiii, lângă părinții lor, aproape golași" (Von Sturmen).
Dezvoltarea lentă a orașului este întrerupta de salturile pe care le face in perioada după ce devine provizoriu capitala județului Dâmbovița ca urmare a incendierii Târgoviștei de către turci, în timpul războiului turco-austriac (1736-1739).
În aceste condiții trebuia sa se facă față noilor cerințe sporite economice si administrative. De asemenea, o alta perioada de dezvoltare mai rapida o cunoaște in timpul cat a fost reședința Isprăvniciei de Vlașca. După 1832 când prin regulamentul organic se hotărăște ca in toate județele de pe Dunăre, capitalele sa se stabilească in orașele de pe bătrânul fluviu in scopul întăririi apărării la granița cu turcii, Gaeștiul cunoaște o perioada de stagnare, pierzându-si mult din importanta pe care a avut-o.
Spre sfârșitul secolului, Marele Dicționar Geografic al Romîniei consemna despre Găești că se compunea din trei suburbii: Cătanele, Găeștii de Sus și Găeștii de Jos si ca avea o populație de 2470 locuitori, din care câțiva evrei. Pe atunci, existau la Găești 12 străzi: Catanele, Mandrila, Găeștii de Sus, Vaideeasca, Bobeanca, Fusescu, Ulița Gării, Strada Noua, Cioflecu, Straosti, Strada Târgoviștei și Strada București. Aici era reședința judecătoriei de ocol si a medicului de arondisment al plășilor Cobia și Dâmbovița (deși Găeștiul era oficial comună urbană a plășii Cobia). Mai sunt consemnate o stație telegrafică, o stație de cale ferată pe linia București-Pitești, 2 școli primare urbane (una de băieți si una de fete) instalate în localul cumpărat de comuna cu 70.000 lei de la D.R.Cordescu. Se mai indica existenta unei mori de apa si a uneia de aburi, organizarea a doua târguri anuale (20 iulie și 8 septembrie) și se face mențiunea ca in Găești, in afara de grâu si porumb, se produce cel mai bun tutun din România. Tutunul de aici era de altfel cunoscut de mult în străinătate.
Pentru a completa imaginea orașului este necesară mențiunea că străzile erau nepavate pline de noroi când ploua luminate cu 5-6 felinare. Instituțiile orașului nu erau grupate în centrul lui, și nici nu erau niște clădiri impunătoare.
În a doua jumătate a secolului al XIX-lea se dă o atenție deosebită învățământului, culturii, industriei, comerțului și sănătății. Perioada este marcată de două mari evenimente: războiul de independență și răscoalele țărănești din 1888 la care Găeștiul participă activ. În primul deceniu al secolului următor se construiesc: spitalul al cărui prim director a fost un humuleștean, strănepot al lui Ion Creangă, doctorul Nicolae Ionescu și care l-a condus până la pensionarea sa (1939) și cazărmile în 1908. Primul război mondial paralizează activitatea târgului, care cade sub ocupație germană (1916). După război urmează o perioadă de avânt. Exproprierile ce se fac după 1920 îmbogățesc patrimoniul de stat, se înființează un gimnaziu (1942), se construiesc două școli primare și Banca Franco-Română. Apar primele publicații literare, primele asociații culturale, dar, în ciuda eforturilor susținute ale unor generații entuziaste, nu s-a reușit să se construiască un local destinat culturii. Unii întreprinzători de la sate își construiseră case la Găești. În 1925, Anuarul Socec consemnează orașul Găești ca reședință a plășii Găești din județul Dâmbovița și cu o populație de circa 4000 de locuitori.
În timpul celui de-al Doilea Război Mondial, Găeștiul își trăiește ultimii ani de târg sărac, lipsit de perspective de dezvoltare datorită mentalității proprietarilor funciari care credeau în destinul exclusiv agrar al localității.
Averea comunei, raportată Subsecretarului Avuțiilor Publice la 4 aprilie 1941 este cuprinsă în 24 de rubrici ce conțin următoarele:primăria, poliția, școala nr. 1 și 2, abatorul de vite mari și mici, localul de încasare a taxelor la oborul de vite, o latrina în piața de alimente, cantonul de la bariera Pitești, un bordei al postului de pândă, monumentul eroilor, cinci biserici, trei petice terenuri de cultură și fânețe la Potop, dobândite prin succesiune liberă pe urma defunctului Ștefan Ioniță fără moștenitori, terenul pentru târgul săptămânal donat de locuitori (2 ha), islazul comunal, trei cămine de casă prin desființarea Societății demobilizaților (1943), două terenuri virane pe strada Mihai Viteazul, un cămin de casă (unde s+a construit actualul liceu), 76 de puțuri cu tuburi de ciment, două zidite din piatră, unul cu ghizduri din lemn și o fântână in piața publică. Puțurile sunt amplasate pe cele 18 străzi. Primăria mai dispunea de 4 pompe aspiro-respingătoare. N-au fost inventariate aici bunurile aparținând unor foruri centrale: Depozitul de fermentare a tutunurilor, Cazărmile și Banca Franco-Română. Averea este evaluată la 9.416.516 lei, în care aproape 4 milioane reprezintă numai bisericile construite de enoriași. O dată cu înlăturarea monarhiei și proclamarea republicii, la 30 decembrie 1947, România a intrat într-o altă fază a dezvoltării sale. În iunie 1948, la Găești, s-au naționalizat 15 unități economice, trecându-se în proprietatea statului mori, prese de ulei, mijloace de transport, depozite de cherestea, magazine și clădiri. Astfel, apare în economia orașului, sectorul de stat. Propaganda comunistă de atragere la socialism a gospodăriilor țărănești mici și mijlocii s-a intensificat, fiind însoțită de măsurile coercitive în acest sens. Cooperativa Agricolă de Producție din Găești a luat ființă în 1956, pe baza proprietăților a 27 de familii care anterior posedau 64 ha de pământ. În 1962, anul încheierii cooperativizării agriculturii în România, erau înscrise 1.774 de familii, cu 1.032 ha teren.
În 1950 Orașul Găești a devenit reședința raionului Găești, regiunea Argeș.
O dezvoltare economică cunoaște orașul Găești după anul 1967, când, în condițiile noii organizări teritorial-administrative aparține județului Dâmbovița, că oraș de gradul II. Aceasta înseamnă încetarea existenței lui anonime, și intrarea într-o mare competiție a bunurilor materiale, înscriindu-se astfel pe orbita orașelor industriale. S-au construit întreprinderi specializate: Întreprinderea de Utilaj Chimic Găești, Întreprinderea de Frigidere Arctic, Uzina de Produse pentru Construcții. Dezvoltarea industrială a orașului a avut o influență pozitivă asupra gospodăriei comunale. După 1960, lungimea străzilor crește cu 10 km (39 km din care 36 km de străzi sunt electrificate și 30 km modernizate). Rețeaua de apă se extinde pe o lungime de 19,8 km. Numai în anul 1976, s-au distribuit 1.693 m³ de apă, din care 523 m³ pentru uz casnic. Lungimea rețelei de canalizare a atins doar 13,4 km (este pe cale de extindere). De asemenea, s-a dezvoltat și modernizat transportul în comun, lungimea traseului fiind la ora actuală de 73,5 km.

## Demografie
Componența etnică a orașului Găești
     Români (86,46%)
     Romi (1,11%)
     Alte etnii (0,11%)
     Necunoscută (12,32%)
Componența confesională a orașului Găești
     Ortodocși (85,19%)
     Alte religii (1,53%)
     Necunoscută (13,27%)
Conform recensământului efectuat în 2021, populația orașului Găești se ridică la 12.583 de locuitori, în scădere față de recensământul anterior din 2011, când fuseseră înregistrați 13.317 locuitori. Majoritatea locuitorilor sunt români (86,46%), cu o minoritate de romi (1,11%), iar pentru 12,32% nu se cunoaște apartenența etnică. Din punct de vedere confesional, majoritatea locuitorilor sunt ortodocși (85,19%), iar pentru 13,27% nu se cunoaște apartenența confesională.

### Evoluție istorică
Creșterea populației orașului Găești nu poate fi izolată de contextul social-istoric în care s-a desfășurat.
Poziția geografică a acestui oraș, la zona de contact a câmpiei cu dealurile, pe unde trecea unul dintre drumurile comerciale al Țării Românești, și unde în trecut, exista un bogat schimb de produse, a făcut ca activitatea umană din cadrul lui să fie mai intensă. Orașul Găești este cunoscut ca centru urban încă din secolul al XVIII-lea. După distrugerea Târgoviștei de către turci, în timpul războiului turco-austriac din 1736-1739, reședința județului Dâmbovița a fost mutată provizoriu, până la refacerea orașului Târgoviște, în Găești.
Un timp, orașul a fost reședință a județului Vlașca. La 1832 această funcție este trecută orașului Giurgiu, ca urmare a restructurărilor administrativ din timpul Regulamentului Organic, care prevedea ca toate județele de la Dunăre să-și mute reședința în localitățile din lungul marelui fluviu, pentru ca astfel, granița de sud a țării să poată fi păzită mai ușor.  Trecerea funcției administrativ-politice de la Găești la Giurgiu, în primele decenii ale secolului al XIX-lea, și apariția de noi centre comerciale în zona de câmpie, pentru valorificarea cerealelor, fac ca orașul Găești să-și piardă importanța pe care a avut-o până atunci și să rămână un simplu târg, în care ocupația de bază a populației era agricultura. Comerțul și apropierea de orașele București - Pitești - Târgoviște, sub a căror influență a stat continuu în ceea ce privește toate aspectele vieții social-economice, nu i-au dat posibilitatea să se dezvolte prea mult.
La mijlocul secolul al XIX -lea (1859), orașul Găești avea numai 1380 de locuitori, din care 97 erau comercianți și 38 meseriași, iar restul agricultori.
La sfârșitul aceluiași secol în Găești, ca unități economice, nu existau decât o moară cu apă și una cu aburi. Pe moșia orașului se produceau cereale și cel mai bun tutun din România. (Dicționarul geografic al județului Dâmbovița, 1890) Populația orașului ajunsese în 1899 la 3320 de locuitori.
În primele decenii ale secolului al XX-lea, orașul nu cunoaște transformări deosebite sub raport economic. În anul 1930, populația lui se ridicase la 5330 de locuitori. Majoritatea populației active (47,3%) se ocupa tot cu agricultura. În anul 1935, în Găești funcționa o fabrică de mobilă, un atelier de tâmplărie și alte mici ateliere meșteșugărești, care produceau pentru consumul local. Până în a doua jumătate a secolul al-XX-lea, orașul Găești era cunoscut numai ca centru comercial, în care majoritatea populației se ocupa cu agricultura.
În anul 1956 populația orașului atinsese un număr de 7179 persoane.
În anii socialismului, se produc transformări importante în structura economică, prin ridicarea unor unități industriale de interes național.
În cincinalul 1966-1970, s-au construit în Găești întreprinderea de frigidere, întreprinderea de utilaj chimic și întreprinderea de prefabricate din beton, unități economice care au dat orașului un caracter industrial.
Cea mai mare pondere în producția industrială a orașului a deținut-o în 1972 industria construcțiilor de mașini și a prelucrării metalelor în care sunt ocupați peste 74% din totalul angajaților din industrie. Numărul de angajați din orașul Găești a crescut față de 1965 cu peste 5000 de oameni. Dezvoltarea industriei, a atras după sine și creșterea populației.  La 1 ianuarie 1973, orașul Găești avea 11763 de locuitori, din care o parte locuiesc în cele peste 1000 de apartamente construite după 1960.  Ridicarea în viitor a unor noi societăți comerciale a făcut ca populația orașului să crească continuu. Astfel în anul 1976 populația ajunge la 12437 de locuitori. Evoluția populației până în 1990 a cunoscut o creștere continuă determinată de politica economică și socială la nivel național perioadei comuniste. Schimbările politice și sociale de după 1989 au avut ca efect o stagnare a evoluției populației ușor de explicat prin colapsul industrial înregistrat la nivel național ce a atras de la sine scăderea nivelului de trai.
Numărul populației și suprafața teritoriului sunt două componente ale densității populației. Creșterea continuă a populației în secolul al XX-lea a dus la o îndesire a locuitorilor în teritoriu. În anul 1912, densitatea medie a populației în orașul Găești a fost cuprinsă între 150-200 loc./km², pentru ca în 1972 , densitatea generală a populației să cunoască o creștere valorică a numărului de locuitori pe unitatea de suprafață, atingând valori cuprinse între 250-500 loc./km². Densitatea fiziologică, ca raport între populația totală și suprafața agricolă exprimă numărul de locuitori ce revin la un hectar de teren agricol. În orașul Găești, densitatea fiziologică are o valoare medie de 0,09 loc./ha2
În orașul Găești, în anul 2000 era o populație totală de origine română de 18.087, urmată de 372 romi , 45 maghiari, 32 bulgari, 13 turci, 6 sârbi, 4 greci, 2 germani, 1 rus, 1 slovac și 3 persoane de naționalitate nedeclarată. În concluzie, din totalul populației stabile din Găești, ponderea o deține naționalitatea română cu 97,4%, urmată de țigani, cu pondere 2%. În măsura solicitărilor, vor trebui acordate facilități organizațiilor nonguvernamentale specializate pe problemele minorităților.
După religie, locuitorii orașului Găești sunt în majoritate creștin-ortodocși (18.326 în anul 2000), urmați de penticostali (70 de persoane), adventiști (63 de persoane), 13 musulmani, 4 greco-catolici.
030006000900012.00015.00018.00021.00019121948196619922011populațiePopulația istorică din Găești
Date: Recensăminte sau birourile de statistică - grafică realizată de Wikipedia

## Politică și administrație
Orașul Găești este administrat de un primar și un consiliu local compus din 17 consilieri. Primarul, Grigore Gheorghe[*], de la Partidul Național Liberal, este în funcție din 2016. Începând cu alegerile locale din 2024, consiliul local are următoarea componență pe partide politice:
|  | Partid                          | Consilieri | Componența Consiliului | Componența Consiliului | Componența Consiliului | Componența Consiliului | Componența Consiliului | Componența Consiliului | Componența Consiliului | Componența Consiliului |
|  | ------------------------------- | ---------- | ---------------------- | ---------------------- | ---------------------- | ---------------------- | ---------------------- | ---------------------- | ---------------------- | ---------------------- |
|  | Partidul Social Democrat        | 8          |                        |                        |                        |                        |                        |                        |                        |                        |
|  | Partidul Național Liberal       | 8          |                        |                        |                        |                        |                        |                        |                        |                        |
|  | Alianța pentru Unirea Românilor | 1          |                        |                        |                        |                        |                        |                        |                        |                        |

## Personalități locale (aranjați alfabetic)
- George Anca, (n. 1944), scriitor, profesor universitar, cineast, fost elev al Liceului Găești;
- Victor Bădulescu (1892 - 1953/1954) economist, membru al Academiei Române;
- Nicolae Bănescu, membru al Academiei Române, urmează școala primară în această localitate;
- Miron Chichișan (1945 - 2016), politician;
- Șerban Cioculescu, scriitor, membru al Academiei Romane, fost profesor și director al Liceului Găești;
- Tudor Cristea, (n. 1945, decedat 2021)), scriitor și jurnalist;
- Florentin Cruceru (n. 1981), fotbalist;
- Constantin Ghiță, (n. 1950, decedat 2022), profesor universitar, prorector al Universitatea Valahia din Târgoviște, fost elev al Liceului Găești;
- Mihail Ilovici, (1910-1983), scriitor, directorul revistelor Cristalul și Sabarul;
- Ileana Iordache, (1930 - 2021), actriță;
- Vasile Pandelescu, (n. 1944 Găești, Dâmbovița - d. 2004 Găești, Dâmbovița) a fost cel mai mare acordeonist român;
- Petre Ionescu-Stoian, (1909-1985), Profesor Dr. Doc. Farm. Col. (r), a infiintat Institutul de Cercetări Farmaceutice și Controlul Medicamentului, membru  în Prezidiul Academiei de Științe Medicale din România și președintele Secției de Cercetări Farmaceutice din cadrul acestui for (1969); în Colegiul Central al Medicilor și Farmaciștilor (1970); în Consiliul de Conducere al Ministerului Sănătății (1973); Președinte al Societății de Farmacie din Uniunea Societăților de Științe Medicale (USSM) (1973); în Comitetul Român de Istoria și Filosofi a Științei și Tehnicii (CRIFS) din cadrul Academiei Române (1976), membru Academia de Farmacie din Paris (1967); Academia Regală de Farmacie din Spania (1969); Societatea de Istorie a Farmaciei din Franța (1971); Academia de Științe din Illinois (1972); Societatea de Farmacie din Polonia (1974). Fost elev al Liceului „Dr. C. Angelescu“.[necesită citare]
- Mihai Popescu (handbalist) n. 1985, handbalist, cetățean de onoare
- Nicolae Rotaru, (n. 1950), scriitor, membru al Uniunii Scriitorilor din România, membru al Uniunii Ziariștilor Profesioniști, directorul revistei Pentru Patrie, profesor universitar doctor la Universitatea Hyperion;
- Vladimir Streinu, critic literar scriitor, profesor universitar, profesor la Liceul Găești, director revista Kalende;
- Florin Tănase (n. 1994), fotbalist;
- Nicolae Vasile, (n. 1954), profesor universitar, membru al Academiei de Științe Tehnice, fost elev al Liceului Găești;
- Gheorghe Zamfir (n. 1941), naist, interpret, compozitor, muzician, inovator, inventator.
- Marius Precu , Managing Partner Stanton Chase Romania